# Chamois Niortais FC
Chamois Niortais FC (celým názvem Chamois Niortais Football Club) je francouzský fotbalový klub z města Niort, který působí ve druhé lize – Ligue 2 (v sezoně 2014/15). Byl založen v roce 1925 a svoje domácí utkání hraje na Stade René Gaillard s kapacitou cca 11 200 diváků. Klubové barvy jsou modrá a bílá. V klubovém logu je letopočet založení a kamzík, týmu se proto přezdívá Les Chamois (kamzíci).